# Marlborough (navire de 1876)
 (mars 2024).
La mise en forme du texte ne suit pas les recommandations de Wikipédia : il faut le « wikifier ».
Les points d'amélioration suivants sont les cas les plus fréquents. Le détail des points à revoir est peut-être précisé sur la page de discussion.
- Les titres sont pré-formatés par le logiciel. Ils ne sont ni en capitales, ni en gras.
- Le texte ne doit pas être écrit en capitales (les noms de famille non plus), ni en gras, ni en italique, ni en « petit »…
- Le gras n'est utilisé que pour surligner le titre de l'article dans l'introduction, une seule fois.
- L'italique est rarement utilisé : mots en langue étrangère, titres d'œuvres, noms de bateaux, etc.
- Les citations ne sont pas en italique mais en corps de texte normal. Elles sont entourées par des guillemets français : « et ».
- Les listes à puces sont à éviter, des paragraphes rédigés étant largement préférés. Les tableaux sont à réserver à la présentation de données structurées (résultats, etc.).
- Les appels de note de bas de page (petits chiffres en exposant, introduits par l'outil «  Source ») sont à placer entre la fin de phrase et le point final[comme ça].
- Les liens internes (vers d'autres articles de Wikipédia) sont à choisir avec parcimonie. Créez des liens vers des articles approfondissant le sujet. Les termes génériques sans rapport avec le sujet sont à éviter, ainsi que les répétitions de liens vers un même terme.
- Les liens externes sont à placer uniquement dans une section « Liens externes », à la fin de l'article. Ces liens sont à choisir avec parcimonie suivant les règles définies. Si un lien sert de source à l'article, son insertion dans le texte est à faire par les notes de bas de page.
- La présentation des références doit suivre les conventions bibliographiques. Il est recommandé d'utiliser les modèles {{Ouvrage}}, {{Chapitre}}, {{Article}}, {{Lien web}} et/ou {{Bibliographie}}. Le mode d'édition visuel peut mettre en forme automatiquement les références.
- Insérer une infobox (cadre d'informations à droite) n'est pas obligatoire pour parachever la mise en page.

Pour une aide détaillée, merci de consulter Aide:Wikification.
Si vous pensez que ces points ont été résolus, vous pouvez retirer ce bandeau et améliorer la mise en forme d'un autre article.
 (mars 2024).
Pour les articles homonymes, voir Marlborough.
Le Marlborough est un voilier marchand en fer qui a disparu en 1890. Construit par la société Robert Duncan and Co. à Port Glasgow, il est lancé en 1876. D'abord géré par James Galbraith pour l'Albion Shipping Company, il est enregistré en 1880 comme propriété de John Leslie de Londres, tout en continuant à opérer au sein de la flotte d' Albion Line. Le Marlborough disparait lors d'un voyage en janvier 1890 et n'a pas été revu ni entendu depuis plus d'un siècle. Les recherches et enquêtes n'ont rien donné de concluant et le sort du navire ainsi que celui de son équipage reste inconnu.

## Origines et carrière
Le navire est commandé par le capitaine Anderson de 1876 à 1883, avec un équipage de 29 personnes, lorsqu'il effectue ses premiers voyages vers Lyttelton, en Nouvelle-Zélande et Dunedin. Navire bon marcheur, il effectue une traversée très rapide vers le Royaume-Uni en 1880, voyageant de Lyttelton au Cap Lizard en Cornouailles en 71 jours.
Le Marlborough effectue avec succès 14 voyages avec des immigrants de Londres vers la Nouvelle-Zélande jusqu'en 1890, revenant le plus souvent avec des cargaisons de laine et de viande congelée. Il est converti à la réfrigération dès que le succès de l'entreprise ait été prouvé par un autre navire d'Albion, le Dunedin, et transporte sa première cargaison congelé en 1882. En 1884, le capitaine Herd prend le commandement du Marlborough et reste à ce poste jusqu'au dernier voyage du navire en 1890. Voyage en partance de Lyttleton à destination de Londres où le voilier disparait sans laisser de trace.

## Dernier voyage

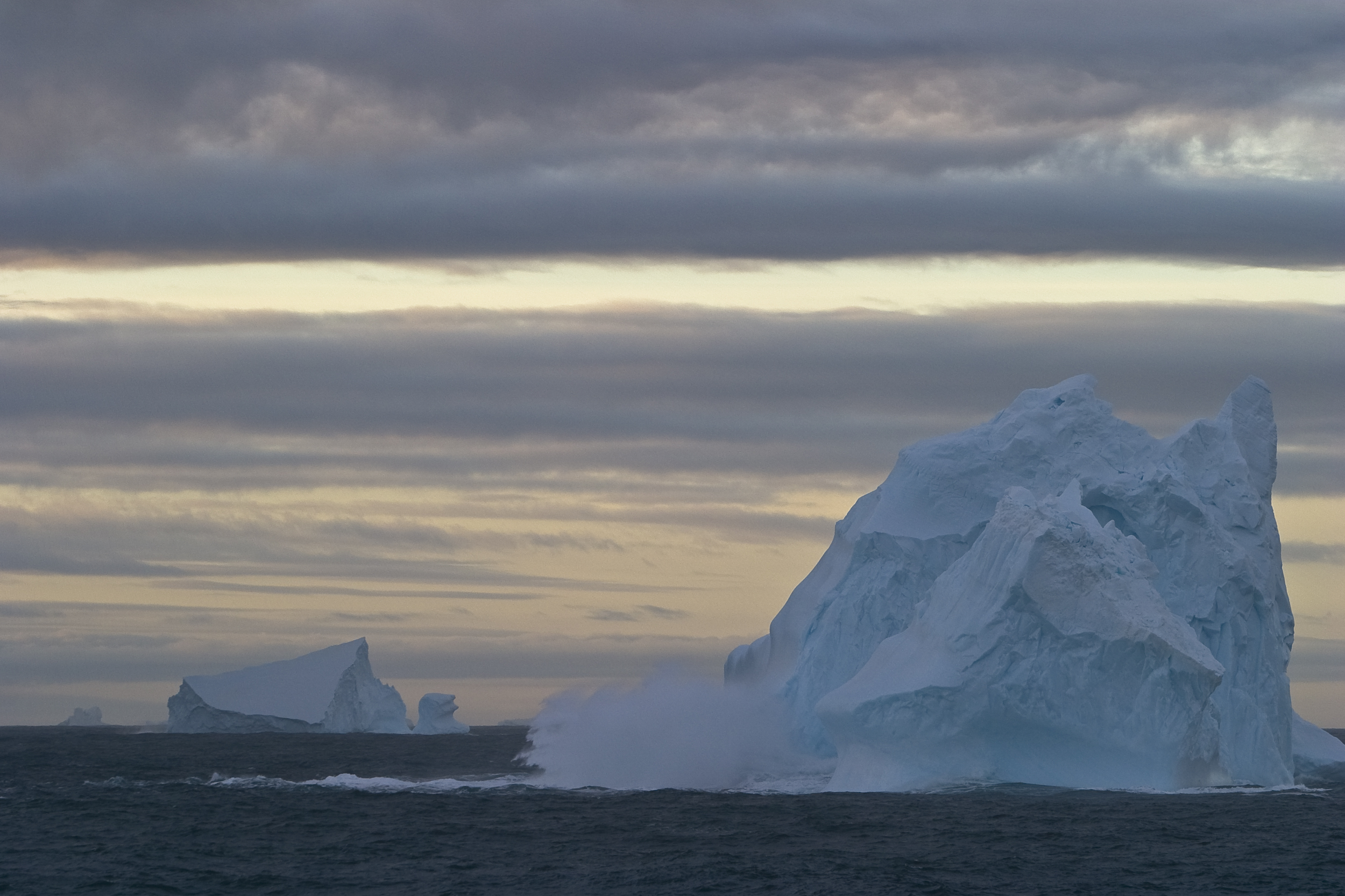
Icebergs de l'océan Austral

Le 11 janvier 1890, le Marlborough quitte Lyttleton avec un équipage de vingt-neuf hommes et une passagère (Mme WB Anderson) à destination de Londres, transportant une cargaison de viande et de laine congelées. Deux jours plus tard, le capitaine Gordon du navire The Falkland Hill de la compagnie JJ Craig lui parle. Après cette rencontre, tout contact est perdu. Comme aucune nouvelle du voilier ne parvient après une longue attente, une enquête est menée sur son état au moment du départ, où il est prouvé que la cargaison était correctement arrimée et le navire bien fondé et en bonne position pour le voyage. Après quelques mois, le navire est signalé au Lloyd's comme « disparu » et l'opinion générale est que le navire a été coulé par des icebergs, fréquemment rencontrés près du Cap Horn.
En effet, le RMS Rimutaka a signalé qu'il y avait de grandes quantités de glace dans l'océan Austral entre l'île Chatham et le cap Horn lorsqu'il a traversé la région de fin janvier à la mi-février,. Le Marlborough devait se trouver à la même époque dans la région au vu de sa date de départ de Lyttleton. Le Captain Herd du Marlborough était connu pour courir bien vers le sud car la distance la plus courte entre Lyttleton et le Cap Horn, en utilisant la navigation par grand cercle, se situe partiellement à l'intérieur du cercle antarctique et jusqu'à 68° Sud au point le plus au sud de cette route.
Des icebergs antarctiques de taille importante sont observés au moins aussi loin au nord que 50° Sud dans l'océan Pacifique, ce qui se trouve bien à l'intérieur des routes de navigation de l'époque (Le Cap Horn est situé à 56° Sud).
Alex Carson, apprenti à bord du Marlborough, était censé participer à ce voyage, mais il est tombé malade avant le départ du navire et n'a pas pu embarquer. Sa maladie lui a sauvé la vie.

## Recherches par le HMSGarnet

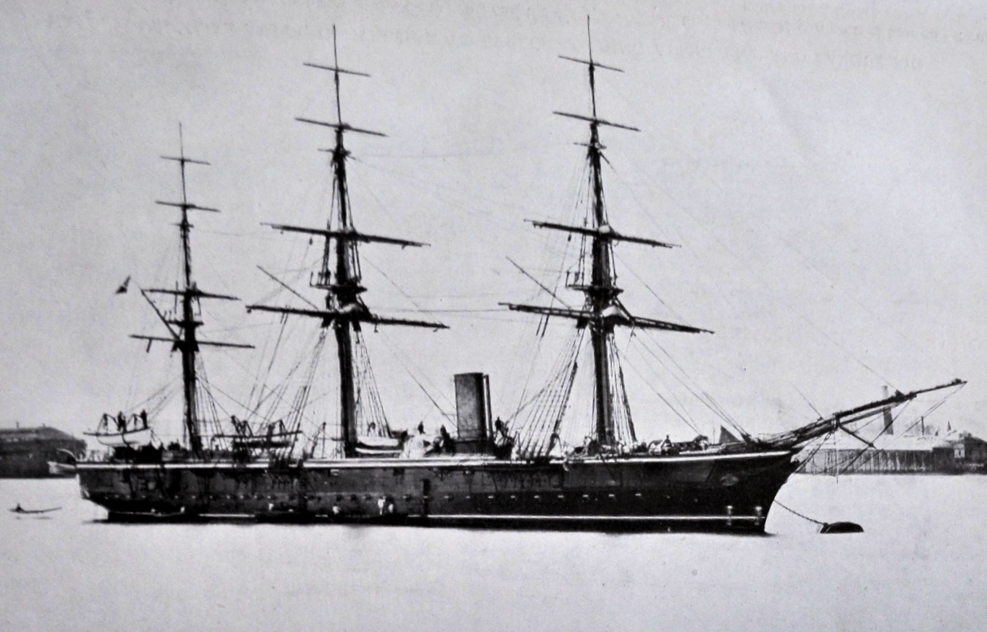
Corvette de classe Emeraude

Une recherche est organisée par le HMS Garnet, une corvette de classe Emeraude de l'escadron du Pacifique sous les ordres du capitaine Harry Francis Hughes-Hallett au milieu de l'année 1891. Il s'agit de partir à la recherche du Marlborough et du Dunedin à la suite d'une rumeur selon laquelle des membres d'équipage auraient été aperçus près de la Good Success Bay en Terre de Feu. L'histoire qui a motivé la recherche a été publiée à l'origine dans The Daily Colonist, un journal de Victoria en (Colombie-Britannique), le 9 avril 1891, et indique que le navire Maud S, une goélette de chasse aux phoques commandé par le capitaine R.E. McKiel, avait, entre le milieu et la fin de janvier 1891, rencontré nombre d'hommes prétendant être des marins britanniques naufragés mis en service par le gouvernement argentin à la station de sauvetage de Good Success Bay,,. Le Garnet fouille la baie et ses environs. Aucun marin n'est retrouvé et aucune preuve de leur existence n'est trouvé.

## Le sort de l'équipage et des passagers
Deux histoires sont souvent lues concernant le sort du Marlborough. Elles ont toutes deux été démystifiées par l'auteur Basil Lubbock dans son ouvrage Le Dernier des Windjammers. Il s'agit de l'histoire du bateau fantôme et du récit de Burley. L'histoire du navire fantôme est considérée comme fictive, tandis que le récit de Burley est considéré comme celui d'une erreur d'identité.

### Bateau fantôme

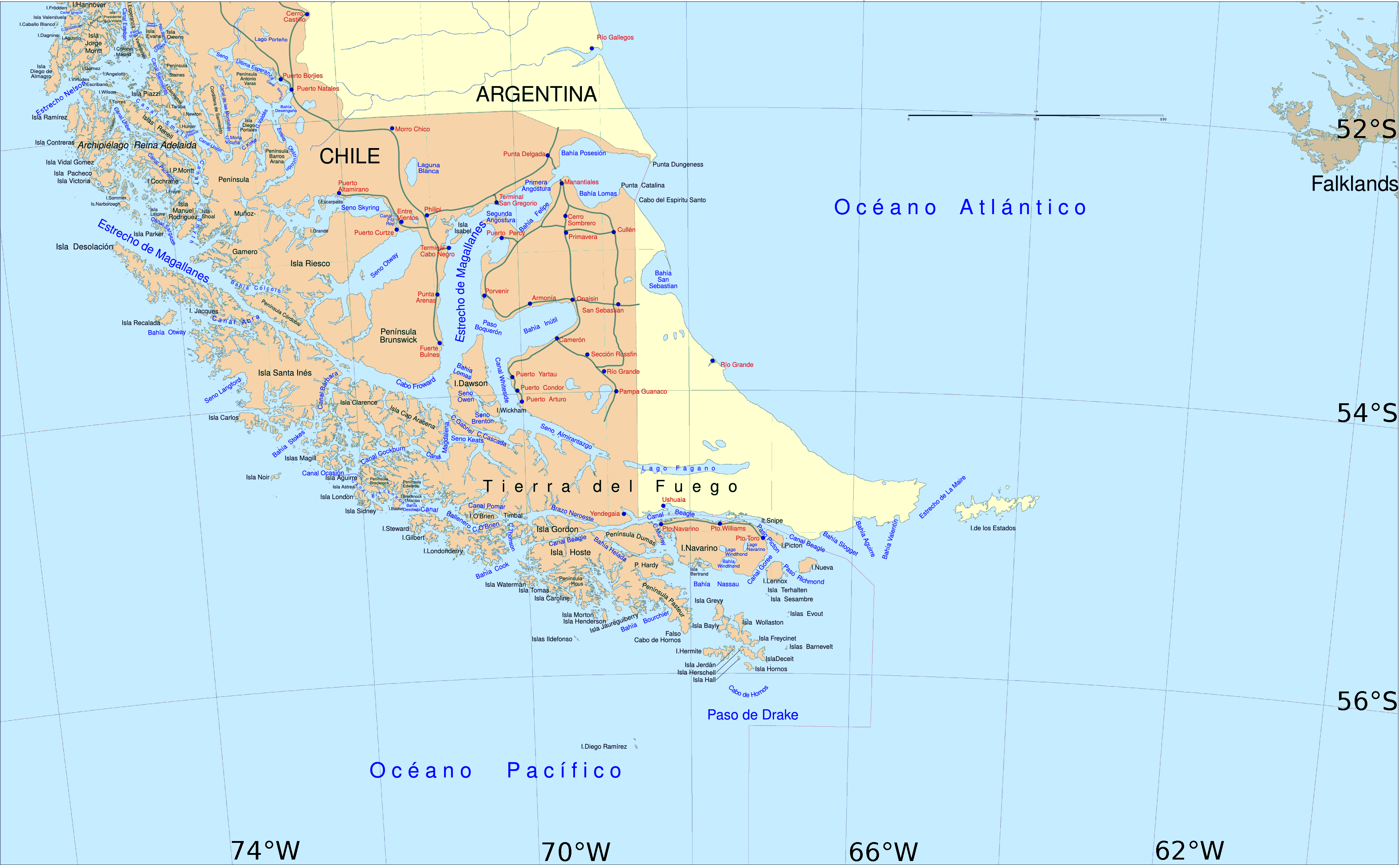
Le Cap Horn et ses environs

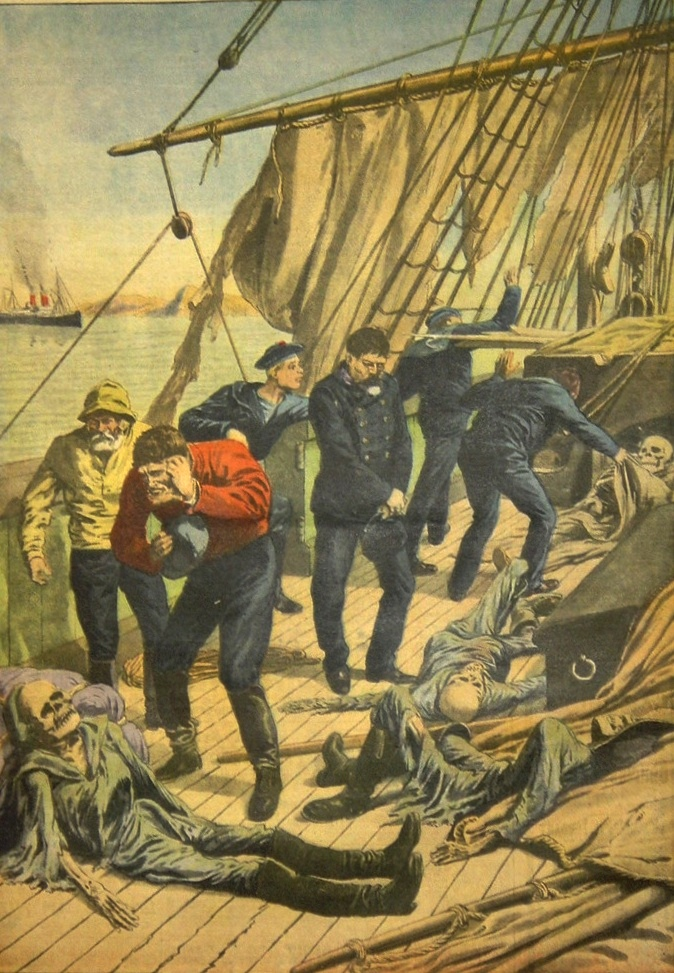
La découverte du Marlborough telle que décrite par Le Petit Journal en 1913

En octobre 1913, le journal singapourien The Straits Times publie un article selon lequel le Marlborough aurait été découvert près du Cap Horn avec à son bord les squelettes de son équipage, gluants au toucher. Le Straits Times attribue l'histoire à un article publié dans le journal londonien Evening Standard du 3 octobre 1913. L'Evening Standard a mentionné que l'histoire était basée sur un « récit câblé depuis la Nouvelle-Zélande » qui n'avait pas encore été confirmé. Le navire qui a aperçu le Marlborough en 1913 serait le voilier Johnson. La date de la découverte aurait eu lieu huit semaines avant la publication, ce qui situerait la découverte du navire entre la fin juillet et le début août 1913.

« Further details of the discovery of the missing ship come via London. It appears that some considerable time back the sad truth was learned by a British vessel bound home from Lyttleton after rounding Cape Horn. The story told by the captain is intensely dramatic. He says: 'We were off the rocky coves near Punta Arenas, keeping near the land for shelter. The coves are deep and silent, the sailing is difficult and dangerous. It was a weirdly wild evening, with the red orb of the sun setting on the horizon. The stillness was uncanny. There was a shining green light reflected on the jagged rocks on our right. We rounded a point into a deep cleft rock. Before us, a mile or more across the water, stood a vessel, with the barest shreds of canvas fluttering in the breeze.
We signaled and hove to. No answer came. We searched the "stranger" with our glasses. Not a soul could we see; not a movement of any sort. Masts and yards were picked out in green – the green of decay. The vessel lay as if in a cradle. It recalled the "Frozen Pirate" a novel that I read years ago. I conjured up the vessel of the novel, with her rakish masts and the outline of her six small cannon traced with snow. At last we came up. There was no sign of life on board. After an interval our first mate, with a number of the crew, boarded her. The sight that met their gaze was thrilling. Below the wheel lay the skeleton of a man. Treading warily on the rotten decks, which cracked and broke in places as they walked, they encountered three skeletons in the hatchway. In the mess-room were the remains of ten bodies, and six others were found, one alone, possibly the captain, on the bridge. There was an uncanny stillness around, and a dank smell of mold, which made the flesh creep. A few remnants of books were discovered in the captain's cabin, and a rusty cutlass. Nothing more weird in the history of the sea can ever have been seen. The first mate examined the still faint letters on the bow and after much trouble read 'Marlborough, Glasgow.' »

— Newspaper report, 1913

« De nouveaux détails sur la découverte du navire disparu nous parviennent de Londres. Il semble que la triste vérité ait été apprise il y a longtemps par un navire britannique qui rentrait de Lyttleton après avoir doublé le cap Horn. L'histoire racontée par le capitaine est intensément dramatique. Il raconte : "Nous étions au large des criques rocheuses près de Punta Arenas, en restant près de la terre pour nous abriter. Les criques sont profondes et silencieuses, la navigation est difficile et dangereuse. C'était une soirée étrangement sauvage, avec l'orbe rouge du soleil se couchant à l'horizon. L'immobilité était étrange. Une lumière verte brillante se reflétait sur les rochers déchiquetés à notre droite. Nous avons contourné une pointe pour entrer dans une profonde fissure rocheuse. Devant nous, à un kilomètre ou plus de l'autre côté de l'eau, se tenait un navire dont les lambeaux de toile flottaient dans la brise.
Nous avons fait un signal et nous avons viré de bord. Il n'y a pas eu de réponse. Nous avons cherché l'"étranger" avec nos lunettes. Nous n'apercevions pas une âme, pas un mouvement d'aucune sorte. Les mâts et les vergues se détachaient en vert - le vert de la décomposition. Le navire reposait comme dans un berceau. Cela m'a rappelé le "Pirate gelé", un roman que j'ai lu il y a des années. J'ai imaginé le navire du roman, avec ses mâts rauques et les contours de ses six petits canons tracés avec de la neige. Enfin, nous sommes arrivés. Il n'y avait aucun signe de vie à bord. Après un certain temps, notre second, accompagné d'un certain nombre de membres de l'équipage, monta à bord. Le spectacle qui s'offrit à leur regard fut saisissant. Sous la roue gisait le squelette d'un homme. En marchant prudemment sur les ponts pourris, qui craquaient et se brisaient par endroits sous leurs pas, ils rencontrèrent trois squelettes dans l'écoutille. Dans le mess se trouvaient les restes de dix corps, et six autres furent trouvés, dont un seul, peut-être le capitaine, sur la passerelle. Il régnait une étrange immobilité et une odeur de moisissure qui donnait la chair de poule. Quelques restes de livres ont été découverts dans la cabine du capitaine, ainsi qu'un coutelas rouillé. On n'a jamais rien vu de plus bizarre dans l'histoire de la mer. Le second examine les lettres encore pâles sur la proue et, après bien des efforts, lit "Marlborough, Glasgow". »

— Newspaper report, 1913
Les arguments contre cette histoire sont les suivants :

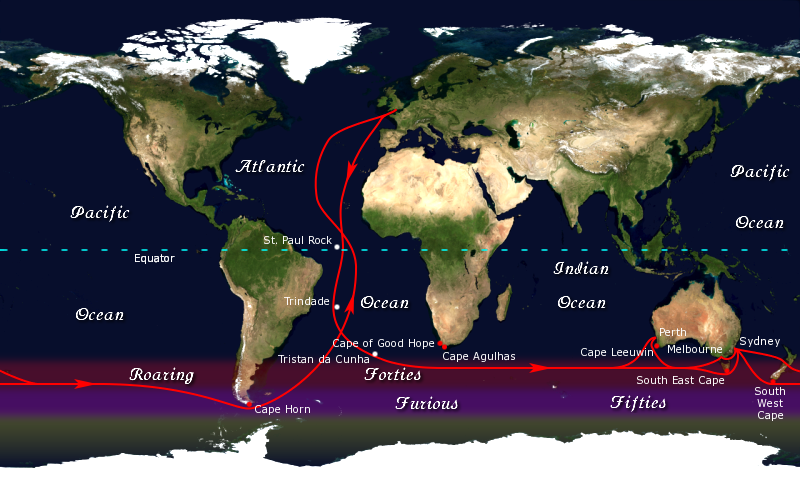
La route des clippers suivie par des navires naviguant entre l'Angleterre et l'Australie/Nouvelle-Zélande.

- La zone autour du Cap Horn est soumise à de violentes tempêtes, à de forts courants d'Est et à des icebergs[16]. Tout navire à la dérive aurait probablement été coulé par une lame ou poussé sur des rochers ou des icebergs plutôt que de flotter doucement pendant plus de 20 ans.
- Le Cap se trouvait sur une route de navigation majeure, ce qui rend improbable le fait qu'un navire reste indétectable pendant une si longue période (le canal de Panama n'a été ouvert qu'en 1914 et c'était la route la plus rapide pour les navires de la côte américaine du Pacifique à l'Atlantique).
- Punta Arenas était une colonie importante et une ruée vers l'or mineure avait commencé dans la région dans les années 1890, réduisant encore davantage la probabilité que le navire ne soit pas détecté.
- La zone autour du Cap a été recherchée assez régulièrement à la recherche de navires disparus et de leurs équipages en raison du nombre élevé de catastrophes maritimes dans la région[17],[18].
- Les voiliers comme le Johnson n'emprunteraient normalement pas cette route pour atteindre la Nouvelle-Zélande – la route habituelle étant la route autour du Cap de Bonne-Espérance si vous naviguez depuis l'Angleterre (voir carte)[19].
- Le Johnson n'était pas répertorié comme étant dans un port néo-zélandais entre 1912 et 1913[20].
- Aucune trace n'a été trouvée d'un voilier appelé Johnson en 1913.
- Si un tel événement s'était produit, il aurait été largement rapporté dans les journaux néo-zélandais au moment où le Johnson était censé arriver en Nouvelle-Zélande.
- Il n'y a eu aucun article de suivi dans les journaux faisant état de la découverte, bien qu'ils aient indiqué qu'ils le feraient.
- L'histoire a été considérée comme fausse dans les journaux néo-zélandais en 1914, tandis que le récit de Burley a été jugé plausible[21].
- Il n'y a eu aucune recherche de suivi pour le Marlborough alors que cela était probable.

#### Variations de l'histoire du bateau fantôme

##### Version de 1929
Un autre récit de cette histoire a été publié en 1929. Dans ce récit, le Marlborough est retrouvé à la dérive en janvier 1899 par le navire British Isles commandé par le capitaine Hadrop. Le British Isles navigue apparemment de Lyttleton vers l'Angleterre. Il se trouve un peu au nord du cap Horn, près de l'Ile des États, lorsque le Marlborough ese aperçu et abordé. Cette histoire est écartée car il n'y a aucun rapport faisant état de relâches du British Isles à Lyttleton au cours de cette période et il est improbable que Hadrop ait attendu autant d'années pour rapporter cette observation.
Le British Isles est un voilier en fer de 2 394 tonnes construit en 1884 et appartient à la British Shipowners Company. Il est vendu à Thomas Shute en 1899. En août 1898, le British Isles se trouve à San Francisco. De là, il a navigué vers l'Angleterre en contournant le Horn avec un chargement de blé. Le capitaine du navire lors de ce voyage est James M Stott. Cela place le navire dans la zone à peu près à l'heure annoncée, mais n'explique pas pourquoi l'observation n'a pas été signalée. Il n'a également pas le bon capitaine, car il n'existe aucune trace indiquant qu'Hadrop ait été capitaine du British Isles et de plus, le navire n'a pas pu naviguer depuis un port qu'il n'avait pas visité.

##### Version de 2006
En 2006, une autre version est publiée dans un livre de Tom Quinn. Dans cette version, le Marlborough est découvert par un navire de la Royal Navy au large des côtes du Chili en 1913. Ni le navire militaire ni son capitaine ne sont nommés, ni la source de l'information. Compte tenu de l'intérêt porté au Marlborough dans les journaux de 1913, il est hautement improbable que les affirmations de Quinn soient vraies. Une telle observation aurait été largement rapportée.

### Le récit de T.S. Burley

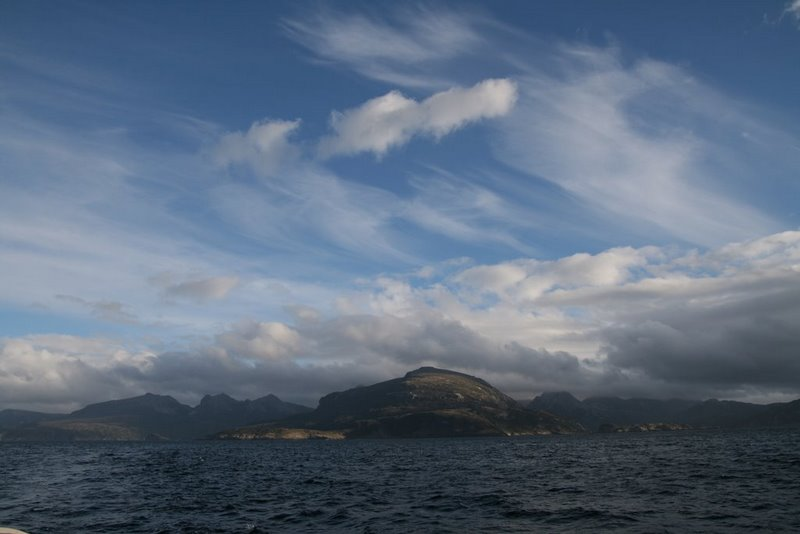
L'île des états (Isla de los Estados) depuis le détroit de Le Maire

On pense que l'origine de l'histoire du navire fantôme est une histoire imaginaire vaguement basée sur le récit fait par le capitaine Thomas Sydney Burley en 1912 et qui avait circulé en Angleterre. En septembre 1913, l'Evening Post, un journal de Wellington, en Nouvelle-Zélande, publie un article attribué au capitaine McArthur de la compagnie maritime Blue Funnel Steamers. L'histoire se trouvait dans une lettre d'un capitaine de la Shaw, Savill & Albion Line à un expéditeur de Dunedin. Ce récit diffère en ce qu'il indique que deux marins naufragés avaient retrouvé les squelettes de l'équipage à terre et sur le navire à une certaine distance. Cette version est discréditée en octobre, le fils du capitaine Herd ayant déclaré que l'histoire a circulé en 1912 et qu'elle est fausse, notamment parce que son père n'a pas traversé le Détroit de Le Maire où le navire est censé avoir été retrouvé. Les navires avaient tendance à éviter le détroit car il était considéré comme dangereux pour la navigation.
En février 1914, l'Evening Post publie un article de suivi attribué à son correspondant à Londres qui déclare que le capitaine Thomas Sydney Burley, originaire du Puget Sound est l'un des membres d'équipage qui avaient retrouvé le bateau et que ce dernier avait fait naufrage dans les années 1890, et non en 1912 comme le fils de Herd l'avait supposé. Burley est propriétaire de la Tacoma Barge and Tug Company et pilote pour Blue Funnel Steamers lorsque l'article de 1914 est publié. Le journal indique que l'épave a été aperçue à six ou sept milles au nord de Good Success Bay et en vue (par temps clair) de l'Ile des Etats. L'article présente également Burley décrivant le navire comme « un navire londonien, le Marlborough », alors qu'il était en fait immatriculé à Glasgow. Le commentaire de Herd selon lequel son père n'aurait pas navigué dans cette partie du Cap est également abordé.
Selon un article paru en Nouvelle-Zélande dans le numéro du 24 novembre 1923 de l'Auckland Star, en 1919, un rapport supplémentaire a été publié dans un journal non précisé de Glasgow, suggérant que l'équipage avait été aperçu à terre en 1891, mais que le navire qui passait n'avait pas pu les sauver. Cela semble être tiré en partie du rapport de 1891 de la goélette canadienne de chasse au phoque Maud S. Selon le Auckland Star, l'histoire de Glasgow a également répété la première histoire selon laquelle le navire avait été découvert en 1913 avec un équipage mort à bord.
Un compte rendu plus détaillé de la réclamation du capitaine Burley est imprimé en 1940. Burley affirme avoir été sur le trois-mâts narque Cordova qui, selon lui, a fait naufrage au large de la Terre de Feu le 23 juillet 1890. Les survivants ont tenté d'atteindre Good Success Bay sur la péninsule de Mitre et ont croisé en chemin l'épave d'un navire nommé Godiva. Ils n'ont pas vu le Marlborough, mais ont trouvé à quelques kilomètres au sud de l'épave du Godiva un bateau marqué Marborough of London échoué au-dessus de la laisse de marée haute. On prétend également qu'ils avaient trouvé une tente faite de toile à voile et 7 squelettes avec un tas de coquilles de moules.
Sur cette base, le récit de Burley ressemble davantage à une erreur d'identité car, bien que son histoire corresponde au récit de la disparition du Cordova et du sauvetage ultérieur de quatre membres d'équipage en septembre 1888, la date réelle du naufrage du Cordova est aux alentours du 26 juillet 1888. L'équipage du Cordova a donc été secouru un an et demi avant que le Marlborough n'ait pu traverser la région. Burley, né en Angleterre en 1871, est arrivé à Washington en 1890. Il a peut-être confondu les deux dates puisque le rapport datait de plus de 20 ans après l'événement. Fait intéressant, dès 1913, certains pensaient que le récit de Burley était celui d'une erreur d'identité.
Lubbock souligne que la côte de la Terre de Feu, à l'intérieur du détroit de Le Maire, serait un endroit étrange pour qu'un navire contournant le Cap Horn par l'ouest – comme le Marlborough – s'échoue, ou même pour qu'un bateau venant de l'est y fasse un atterrissage.

#### L'Iquique
Une autre explication possible du récit de Burley, et plus probable, est que le bateau qu'ils ont trouvé était le trois-mâts barque Iquique, jaugeant 899 tonnes et immatriculé à Hambourg pour la compagnie H Fölsch & Co. Ce navire à disparu après avoir été vu au Cap Horn le 1er juin 1883,. Il y avait 30 membres d'équipage à bord.
L' Iquique s'appelait à l'origine le Marlborough lors de sa construction en 1862,,. Il est vendu à Fölsch et renommé en 1882. Le voilier a quitté Newcastle upon Tyne en février 1883 sous les ordres du capitaine G Eduard Jessen avec une charge de charbon pour Iquique, au Chili.
Si l'un des membres de son équipage avait réussi à atteindre Good Success Bay en 1883, il se serait retrouvé dans un endroit désolé et dangereux. Les indigènes étaient hostiles et le climat rigoureux. Le seul espoir de sauvetage était qu'un navire de passage les repère. Le gouvernement argentin n'a établi une colonie à Good Success Bay qu'à la fin de 1887, quatre ans après la disparition de l'Iquique.

## Destin de son compagnon de flotte – leDunedin
Le Dunedin appareille pour Londres deux mois après le Marlborough, le 19 mars 1890. Lui aussi disparait sans laisser de trace.